# Гречуха, Владимир Николаевич
Влади́мир Никола́евич Гречу́ха (род. 9 января 1941) — российский и советский юрист, доктор юридических наук, профессор

## Биография
Родился в 1941 году. В 1968 году окончил военно-юридический факультет Военно-политической академии им. В. И. Ленина по специальности «военно-юридическая», квалификация «военный юрист». С 1968 по 1971 годы проходил службу в должности военного следователя Военной прокуратуры Московского гарнизона. В 1971 году поступил в адъюнктуру Военно-политической академии им. В. И. Ленина. После обучения в адъюнктуре в 1974 году защитил диссертацию на соискание ученой степени кандидата юридических наук. В 1981 году присвоено ученое звание доцент. В 1991 году защитил диссертацию на соискание ученой степени доктора юридических наук по специальности 20 00 03 «Военное право». В 1995 году присвоено ученое звание профессор.
В 1974—2004 годы преподавал в Военном университете в должности заместителя начальника научно-исследовательского отдела, старшего преподавателя, начальника кафедры, профессора.
В 2004—2012 годы работал в должности профессора кафедры гражданского права Всероссийской государственной налоговой академии Министерства финансов Российской Федерации.
Занимал должность профессора кафедры гражданского права и процесса Российского экономического университета имени Г. В. Плеханова.
Профессор кафедры уголовного права и уголовного процесса Московского государственного индустриального университета.
С 2011 года преподает в Финансовом университете при Правительстве РФ. Профессор Департамента правового регулирования экономической деятельности.
Член редакционных коллегий издательств «Юрайт», «Юстиция» и «КноРус».

## Научные исследования
Автор ряда научных публикаций и книг.. Подготовил 3 монографии и двенадцать статей в журналах, рекомендованных ВАК. Общий авторский объем составляет 132,32 п. л. .
Принял участие в конференциях и семинарах по проблемам совершенствования преподавания в высшей школе. Опубликовал тезисы доклада «К вопросу о кредитно-модульной системе образовательного процесса» на 3-й Международной научно-методологической конференции «Новые модели образовательных процессов: проблемы и перспективы» 2011 г. ВГНА.

## Публикации
Учебники:
- Международное транспортное право: учебник для магистров. — М.: Издательство Юрайт, 2015. — 24,88 п.л.
- Транспортное право России: учебник для магистров. — М.: Издательство Юрайт, 2015. — 30,61 п.л.
- Предпринимательское право. Правовое регулирование отдельных видов предпринимательской деятельности: учебник для магистров/ под ред. Г. Ф. Ручкиной. — М.: Издательство Юрайт, 2013. — 2 п.л.

Монографии:
- Правовое регулирование деятельности автомобильного и городского электрического транспорта.- М.: Издательство Русайнс, 2015. — 16,75 п.л.
- Правовое регулирование деятельности железнодорожного транспорта. — М.: Издательство Русайнс, 2015. — 15,7 п.л.

Статьи:
- Организационно-правовая система государственного управления в области транспорта, ее совершенствование// Вопросы экономики и права 2012. № 1. — 0,9 п.л.
- Перевозка как гражданско-правовая категория// Вопросы экономики и права 2012. № 2 — 0,7 п.л.
- Понятие транспортных договоров и их классификация// Вопросы экономики и права 2012. № 3 — 0,8 п.л.4.К вопросу о правовом регулировании страхования на транспорте// Вопросы экономики и права 2015. № 6 — 0,8 п.л[3]